# 斎藤喜平次
斎藤 喜平次（さいとう きへいじ）は、戦国時代の人物。

## 生涯
父は斎藤道三。諱は龍定、龍之とも。仮名は玄蕃。母は深芳野（一色義清女か稲葉通利女）または小見の方（明智光継女）。
斎藤道三の三男として生まれる。『信長公記』によると父・道三と兄の義龍・孫四郎の親子4人とも稲葉山城に住んでいたという。
次兄斎藤孫四郎とともに父の道三に寵愛され、道三は喜平次に「一色右兵衛大輔」を名乗らせた。『信長公記』によれば、それにより次兄・孫四郎とともに驕り高ぶり、しだいに長兄・義龍を侮るようになったといわれる。斎藤家の家督は天文23年（1554年）道三の隠居で義龍が継いでいたが、義龍は自身が廃嫡されると考えて一計を案じ、弘治元年（1555年）11月12日、病を装って喜平次らを自身のいる稲葉山城の奥の間に呼び出した。喜平次と孫四郎は義龍の寵臣・日根野備中守弘就によって殺害された。

## 生存説（斎藤利堯との関係）
『美濃明細記』の分析により、義龍に殺されたのは孫四郎のみで喜平次は生き延び斎藤利堯と名乗った、喜平次と利堯は同一人物とする、いわゆる生存説があるが、一方で、この説は成立せずやはり2人同時に殺害されたとするのが妥当、とする反論がある。